# Taya Shawki
Rim Taya Shawki, född 1 juni 1993 i Angered i utkanten av Göteborg, är en svensk dansare. Hon är sedan år 2017 bosatt i Los Angeles.

## Biografi
Shawki är född och uppvuxen i Angered i utkanten av Göteborg, men bor sedan år 2017 i Los Angeles. Hon började redan som treåring med att träna barnjazz på Balettakademin i hemstaden Göteborg, för att sedan fortsätta med sina dansträningar på Svenska Balettskolan på Hisingen. Hon började sedan vid fjorton års ålder att dansa på Twisted Feet Dance Academy i Mölndal, där hennes intensiva träning ledde till stora framgångar. Utöver allt detta så är hon även en certifierad makeup-artist, vilket hon har varit sedan år 2012.

## Danskarriär
Shawki har tidigare agerat som bakgrundsdansare för bland annat Idol och Melodifestivalen, men det var inte förrän hon flyttade till London år 2014, som hennes karriär tog fart mer internationellt. Hon har efter detta agerat som bakgrundsdansare till Beyoncé och Ariana Grande, samt även till Rihanna. År 2022 gästade hon även talkshowen Carina Bergfeldt på SVT, där hon bland annat berättade om sina framgångar inom dansen.

## Let's Dance
I januari 2025 stod det klart att Shawki skulle vara en av de nya jurymedlemmarna i TV-programmet Let's Dances nittonde säsong på TV4. Hon ersätter därmed Ann Wilson som den kvinnliga jurymedlemmen i programmet, från och med säsongstarten den 15 mars 2025.